# Harry Potter e l'Ordine della Fenice
Harry Potter e l'Ordine della Fenice (titolo originale in inglese: Harry Potter and the Order of the Phoenix) è il quinto romanzo della saga high fantasy Harry Potter, scritta da J. K. Rowling e ambientata principalmente nell'immaginario Mondo magico durante gli anni novanta del XX secolo.
Harry Potter e l'Ordine della Fenice fu pubblicato il 21 giugno 2003 nel Regno Unito e negli Stati Uniti, e il 31 ottobre dello stesso anno in Italia, edito da Salani, con illustrazioni di Serena Riglietti e traduzione di Beatrice Masini in collaborazione con Valentina Daniele e Angela Ragusa.
Tradotto in 77 lingue, resta una delle più popolari opere letterarie del XXI secolo con una vendita di 5 milioni di copie solo nelle prime 24 ore.
Nel 2007 ne è stato tratto un adattamento cinematografico distribuito da Warner Bros. e diretto da David Yates, che ha incassato più di 939 milioni di dollari al botteghino mondiale.

## Trama
Una volta terminato il quarto anno alla scuola di magia e stregoneria di Hogwarts, che si è concluso con il ritorno di Lord Voldemort, Harry Potter, come ogni anno, torna per l'estate dai suoi zii babbani.
Un pomeriggio, mentre Harry ed il cugino Dudley Dursley stanno litigando, vengono aggrediti da due Dissennatori, quindi il protagonista deve ricorrere all'Incanto Patronus per salvare Dudley. Soccorso da Arabella Figg, sua vicina di casa che si rivelerà essere una Maganò, Harry torna dagli zii con Dudley frastornato e riceve una lettera che gli annuncia di essere stato espulso da Hogwarts per aver usato la magia fuori dalla scuola (cosa che, nonostante il divieto al riguardo, in genere viene comunque permessa in occasioni di emergenza).
Qualche giorno dopo, Harry viene prelevato da un gruppo di maghi capeggiati da Malocchio Moody (che hanno fatto uscire di casa i Dursley con un trucco) e condotto al numero 12 di Grimmauld Place, la casa paterna di Sirius Black, che è stata resa invisibile e invulnerabile grazie a un Incanto Fidelius ed è divenuta la sede dell'Ordine della Fenice, una società segreta capeggiata da Albus Silente che ha come scopo combattere Voldemort. Harry scopre così che il Ministero della Magia continua a negare la notizia del ritorno di Voldemort e ha iniziato a screditare Silente ed Harry, definendoli due bugiardi. Il ragazzo viene inoltre sottoposto a un processo per aver usato la magia impropriamente davanti ad un babbano e viene assolto grazie all'intervento di Silente.
Tornato a Hogwarts, Harry scopre che molti suoi conoscenti seguono la propaganda del Ministero e pensano che lui sia un bugiardo e un mitomane. Nel frattempo, il Ministero colloca ad Hogwarts una nuova insegnante di Difesa contro le Arti Oscure, Dolores Umbridge, al fine di controllare cosa succede nella scuola. La strega si rifiuta di insegnare la magia difensiva agli studenti, limitandosi a far leggere un noioso manuale teorico; quando Harry osa dichiarare, di fronte alla Umbridge, che Voldemort è risorto ed ha ucciso Cedric Diggory, sfidante nel torneo Tremaghi, viene punito duramente. Ron, Hermione ed Harry decidono allora di fondare un'associazione segreta chiamata Esercito di Silente, con lo scopo di preparare gli studenti all'uso degli incantesimi difensivi, facendoli allenare nella Stanza delle Necessità.
Harry intanto continua ad avere delle strane visioni notturne in cui si ritrova ad impersonare Voldemort, finché una notte si sveglia terrorizzato dopo una visione in cui lui stesso si trovava nella forma di un serpente ed ha azzannato il padre di Ron, Arthur Weasley, quindi avverte subito tutti. Il signor Weasley viene ricoverato all'Ospedale San Mungo, l'ospedale dei maghi, sopravvivendo grazie al tempestivo avvertimento di Harry, ma è ormai evidente che tra la mente di Voldemort e quella di Harry c'è una connessione involontaria. Per questo motivo, dopo le vacanze invernali, il ragazzo comincia a frequentare lezioni di Occlumanzia con il professor Piton, nella speranza di difendere la propria mente dalle intrusioni di Voldemort. Ben presto però, a causa di un litigio tra Harry e Piton, che lo ha sorpreso a vedere un suo terribile ricordo, quest'ultimo decide di non dargli più lezioni. Nel frattempo, l'Esercito di Silente viene scoperto a causa di un tradimento. Silente si addossa le colpe per coprire Harry e fugge da Hogwarts, avendo cura di sigillare il proprio ufficio, mentre la Umbridge viene nominata preside dal Ministro della Magia.
Harry affronta quindi i G.U.F.O., gli esami del quinto anno; durante una delle ultime prove ha una visione di Voldemort che tortura Sirius all'Ufficio Misteri situato nel Ministero della Magia, quindi tenta di contattare Sirius a Grimmauld Place, usando il camino dell'ufficio della Umbridge (tutti gli altri sono sotto sorveglianza), ma lei lo cattura e lo interroga, minacciando di usare su di lui la Maledizione Cruciatus. Hermione interviene inventando una storia e li conduce nella Foresta Proibita, dove la Umbridge provoca i centauri, che la prendono prigioniera.
Harry decide di precipitarsi insieme a Ron, Hermione, Ginny, Neville e Luna Lovegood, una ragazza di Corvonero facente parte dell’Esercito di Silente, a soccorrere Sirius, non sapendo che la visione è stata provocata in realtà da Voldemort stesso con l'intento di attirare Harry in una trappola. Arrivati sul posto cavalcando dei Thestral, cavalli alati scheletrici visibili solo a chi ha visto qualcuno morire, i sei ragazzi trovano su uno scaffale una sfera contenente una profezia su Harry e Voldemort, fatta dalla professoressa di Divinazione, Sibilla Cooman, circa sei mesi prima della nascita di Harry. In quel momento vengono circondati da alcuni Mangiamorte, capeggiati da Lucius Malfoy, che vogliono impossessarsi della profezia per conto di Voldemort, che però deve servirsi del ragazzo per poterla ascoltare per intero, visto che la sfera è protetta da una magia difensiva potentissima che fa sì che solo le persone di cui la profezia parla possano prenderla in mano senza ripercussioni.
Scoppia così una furiosa lotta tra i Mangiamorte di Voldemort e i sei ragazzi, che tentano in tutti i modi di fuggire. Proprio quando tutto sembra perduto, vengono loro in aiuto i membri dell'Ordine della Fenice, compresi Silente e Sirius, che muore in uno scontro con sua cugina, Bellatrix Lestrange, una dei Mangiamorte più fedeli, scappata da Azkaban nel corso dell'anno, nonché colei che, assieme alla sua famiglia e Barty Crouch Jr., torturò i genitori di Neville fino alla pazzia. Infuriato e pieno di dolore per la perdita della persona più vicina a un padre per lui, Harry la insegue e usa la Maledizione Cruciatus su di lei, tentando anche di ucciderla. In quel momento compare Lord Voldemort, e, pochi secondi più tardi, Silente. I due maghi duellano e infine Silente sembra avere la meglio, perciò Voldemort è costretto a fuggire, ma prima di scomparire viene visto dal Ministro della Magia Cornelius Caramell, arrivato in quel momento insieme ad altri impiegati del Ministero, che è quindi costretto a ricredersi.
Silente ed Harry si ritrovano ad Hogwarts ed il preside decide di raccontare al ragazzo tutta la verità sulla sua storia, spiegando che Harry è protetto da un'antica magia invocata su di lui da sua madre nel momento in cui fu uccisa da Voldemort, magia che impedì all’epoca al Signore Oscuro di ucciderlo e lo rende tuttora intoccabile. Silente era sicuro che quella fatidica notte Voldemort non fosse stato sconfitto definitivamente e che sarebbe tornato per uccidere Harry, così decise di suggellare l'incantesimo della madre di Harry garantendo al ragazzo una protezione totale, che sarebbe rimasta attiva finché Harry avesse vissuto insieme a un consanguineo di sua madre. Fu quindi per questo motivo che Harry fu affidato alla zia Petunia, la sorella maggiore di sua madre. Silente afferma che Petunia è al corrente di tutto questo, avendo letto la lettera lasciata vicino ad Harry quando fu deposto fuori dalla porta degli zii quindici anni prima: questo è il motivo per cui Harry deve tornare ogni estate a casa dei suoi zii. Silente spiega inoltre a Harry che la profezia della Cooman decretava che un bambino nato alla fine di luglio avrebbe sconfitto Voldemort, ma che il Signore Oscuro, non avendola ascoltata per intero, non poteva sapere che Harry sarebbe stato protetto dall'amore di sua madre. La profezia dice anche che, prima o poi, dovrà essere proprio Harry ad uccidere Voldemort, altrimenti avverrà il contrario: "nessuno dei due può vivere se l'altro sopravvive". Harry è molto arrabbiato per non aver saputo prima tutto ciò e Silente, in preda alla vergogna, afferma che per quattro anni non gli aveva detto niente perché si era troppo affezionato a lui e non voleva mettergli sulle spalle un peso così grosso, e anche per questo non lo aveva fatto diventare Prefetto, lasciando invece il ruolo a Ron e Hermione, dato che secondo lui Harry aveva già troppe responsabilità.
A fine anno, il Ministro Caramell fa arrestare Lucius Malfoy, sospende la Umbridge, reintegra Silente e riabilita la memoria di Sirius, prosciogliendolo post-mortem dalle sue precedenti accuse.
In preda alla depressione per la morte di Sirius, Harry scopre dal fantasma Nick-Quasi-Senza Testa che non può tornare sotto forma di fantasma e che non può comunicare con lui in spirito, e dopo aver trovato un suo regalo che non aveva mai usato, un frammento di specchio, si sente in colpa, pensando che se lo avesse usato il suo padrino non sarebbe morto. Più tardi, alla stazione di King's Cross, dove ci sono i Dursley ad attenderlo, Harry nota con grande sorpresa che vi sono anche i membri dell'Ordine della Fenice insieme a Ron, Hermione, Fred e George. Il gruppo minaccia i Dursley che, se proveranno a trattare male Harry, ne risponderanno a loro, lasciando al ragazzo un telefono per contattarli in caso di necessità.

## Capitoli
1. Dudley dissennato (Dudley Demented)
2. Un pacco di gufi (A Peck of Owls)
3. L'avanguardia (The Advance Guard)
4. Grimmauld Place, numero dodici (Number Twelve, Grimmauld Place)
5. L'Ordine della Fenice (The Order of the Phoenix)
6. La nobile e antichissima casata dei Black (The Noble and Most Ancient House of Black)
7. Il Ministero della Magia (The Ministry of Magic)
8. L'udienza (The Hearing)
9. Le pene della signora Weasley (The Woes of Mrs Weasley)
10. Luna Lovegood (Luna Lovegood)
11. La nuova canzone del Cappello Parlante (The Sorting Hat's New Song)
12. La professoressa Umbridge (Professor Umbridge)
13. Punizione con Dolores (Detention with Dolores)
14. Percy e Felpato (Percy and Padfoot)
15. L'Inquisitore Supremo di Hogwarts (The Hogwarts High Inquisitor)
16. Alla testa di porco (In the Hog's Head)
17. Decreto Didattico Numero Ventiquattro (Educational Decree Number Twenty-four)
18. L'Esercito di Silente (Dumbledore's Army)
19. Il serpente e il leone (The Lion and the Snake)
20. Il racconto di Hagrid (Hagrid's Tale)
21. L'occhio del serpente (The Eye of the Snake)
22. L'Ospedale San Mungo per Malattie e Ferite Magiche (St Mungo's Hospital for Magical Maladies and Injuries)
23. Natale nel reparto riservato (Christmas on the Closed Ward)
24. Occlumanzia (Occlumency)
25. Lo scarabeo in trappola (The Beetle at Bay)
26. Visto e imprevisto (Seen and Unforeseen)
27. Il centauro e la spia (The Centaur and the Sneak)
28. Il peggior ricordo di Piton (Snape's Worst Memory)
29. Orientamento professionale (Careers Advice)
30. Grop (Grawp)
31. I G.U.F.O. (O.W.L.s)
32. Fuori dal camino (Out of the Fire)
33. Lotta e fuga (Fight and Flight)
34. L'Ufficio Misteri (The Department of Mysteries)
35. Oltre il velo (Beyond the Veil)
36. L'unico che abbia mai temuto (The Only One He Ever Feared)
37. La profezia perduta (The Lost Prophecy)
38. La seconda guerra comincia (The Second War Begins)

### Personaggi introdotti
- Kreacher, anziano elfo domestico della famiglia Black.
- Luna Lovegood, appartenente alla casa del Corvonero, una ragazza bizzarra e stravagante, coetanea di Ginny Weasley e figlia del direttore del Cavillo, Xenophilius Lovegood, giornale considerato pieno di fatti inventati e assurdi.
- Alcuni membri dell'Ordine della Fenice: Ninfadora Tonks, Hestia Jones, Emmeline Vance, Sturgis Podmore, Kingsley Shacklebolt, Elphias Doge, Mundungus Fletcher (anche se viene menzionato ne La camera dei segreti e ne Il calice di fuoco), Aberforth Silente (che avrà un ruolo maggiormente rilevante ne I Doni della Morte), Amelia Bones, Frank e Alice Paciock (questi ultimi due ricoverati al San Mungo perché la Mangiamorte Bellatrix Lestrange li ha torturati sino alla follia).
- Dolores Jane Umbridge, la nuova professoressa di Difesa contro le Arti Oscure, lavora per il Ministero della Magia come sottosegretario anziano del Ministro della Magia. Sadica, leziosa e sgradevole, in seguito assume la carica di "Inquisitore Supremo di Hogwarts" dal Ministero della Magia. L'incarico consiste nel decretare nuove leggi scolastiche. Questa iniziativa non va a genio agli studenti. Si scoprirà che è stata lei a mandare i Dissennatori nel mondo babbano contro Harry nel tentativo di farlo espellere per aver compiuto magie fuori dalla scuola.
- Alcuni membri dell'ES, come: Zacharias Smith, Marietta Edgecombe, Michael Corner, Anthony Goldstein, Terry Steeval e Susan Bones (anche se gli ultimi due vengono nominati nello Smistamento del primo anno).
- Vengono citati alcuni membri della famiglia Black come Phineas Nigellus Black, Bellatrix Black, Regulus Black e Andromeda Black, che vengono conosciuti meglio nel libro stesso (nel caso di Phineas e Bellatrix) o ne I Doni della Morte (nel caso di Andromeda e Regulus; quest'ultimo, però, non verrà mai conosciuto fisicamente perché è morto più o meno quindici anni prima).

### Luoghi introdotti
- L'Ordine della Fenice ha sede al numero 12 di Grimmauld Place ovvero l'antica residenza della casata dei Black; la dimora è nascosta ai babbani tramite magia: è indisegnabile e ha un custode segreto. Tra i membri dell'Ordine ricordiamo: il fondatore Albus Silente, Arthur e Molly Weasley (nuovi acquisti fedeli), Severus Piton (che fa da spia), Minerva McGranitt, Sirius Black (il padrino di Harry), Rubeus Hagrid e Malocchio Moody.
- Il pub Testa di Porco, locale sporco e angusto di Aberforth Silente, fratello di Albus Silente, dove Hermione fonda l'ES e dove Sibilla Cooman ha recitato la profezia (anche se viene menzionato brevemente da Hagrid ne La pietra filosofale).
- Ospedale San Mungo per malattie e ferite magiche, dove a Natale viene ricoverato il padre di Ron. Al reparto malattie mentali è ospitato l'ex professore di difesa contro le arti oscure, Gilderoy Allock, che ha perso la memoria e non riconosce nessuno, ma firma moltissimi autografi.
- Il Ministero della Magia: luogo in cui Harry subisce il processo del Wizengamot, il tribunale dei maghi, e in cui si trova la profezia su Harry e Voldemort.
- L'Ufficio Misteri, all'interno del Ministero della Magia, in cui si studiano i più grandi misteri dell'umanità (vita, morte, amore, tempo, mondi paralleli, eccetera).

## Versione cinematografica
Dopo il grande successo del libro è stata girata un'omonima versione cinematografica di David Yates uscita l'11 luglio 2007.

## Errori nella traduzione italiana
A pagina 120 della prima edizione italiana si legge di un "pesante lucchetto che non riuscivano ad aprire". In realtà locket in inglese significa "medaglione", mentre "lucchetto" è padlock: proprio a causa di questo errore al lettore viene a mancare uno degli indizi fondamentali lasciati dall'autrice per ricostruire un collegamento col sesto libro, dove si parla del medaglione di Salazar Serpeverde, uno degli Horcrux di Voldemort.
Lo sbaglio nelle edizioni successive verrà corretto.